# Biomeigenia gynandromima
Biomeigenia gynandromima är en tvåvingeart som beskrevs av Louis-Paul Mesnil 1961. Biomeigenia gynandromima ingår i släktet Biomeigenia och familjen parasitflugor. Inga underarter finns listade i Catalogue of Life.